# 夏村辰男
夏村 辰男（なつむら たつお、1921年7月21日 - 1989年7月16日）は、日本の騎手（日本競馬会）、元競輪選手（選手登録番号1094）、実業家、馬主、調教師（中央競馬（京都競馬場→栗東トレーニングセンター））。中央競馬史上7人目の1000勝調教師。
子の夏村洋一は中央競馬の騎手・調教助手。福岡県小倉市（現在の北九州市小倉北区）三萩野出身。

## 来歴
父親は小倉競馬場の厩務員で、幼少の頃から馬に親しんで育った。小倉市立北方小学校を卒業後、騎手を目指して1934年に小倉競馬場の坂本勇次郎厩舎に弟子入り。1937年3月に宮崎競馬場で騎手としてデビューした。デビュー5戦目で初勝利を挙げた（騎乗馬ホバシラヤマ）。翌1938年から満州に渡り、奉天、撫順などの競馬場で騎乗した。1940年に本土へ戻り徴兵検査に合格（甲種合格）し、九州の陸軍部隊に配属された。
太平洋戦争終戦後は競馬とは関係のない商売で身を立てた。まず、陸軍の部隊が解散した後に残された軍馬を買い占めて農家に売り、その金をもとに下関港で魚を仕入れ、馬車で小倉まで運んで売った。1948年には当時小倉で人気を博していた競輪の選手となったが、朝鮮戦争の開戦とともに引退（1951年6月29日競輪選手登録消除）し、朝鮮半島へ出兵する兵士を相手にしたホテルとキャバレーを開業。さらに自転車タクシーを運営した。この時期の夏村は、本人曰くこの世に思い残すことはないと思うくらいの収益を挙げた。
1951年、かつての師匠である坂本勇次郎と再会。坂本の頼みで馬主となり、坂本の厩舎に競走馬を預託した。これが縁となって実業家として活動する傍ら、坂本の厩舎の仕事を手伝うようになった。夏村が厩舎運営に携わるようになってから坂本厩舎には多くの馬が集まり、1958年に坂本が死去すると厩舎に馬を預託していた馬主の間から夏村に後を継ぐよう要請する声が多く挙がった。夏村は要請を引き受け、猛勉強の末翌1959年に調教師免許を取得。京都競馬場に厩舎を開業した。実業家から調教師になるというキャリアは当時の競馬界でも異色のもので、夏村曰く武田文吾に「映画の主人公みたいだ」と言われたこともあった。
夏村は初出走となったレースを優勝し、さらに開業初年度に重賞（阪神牝馬特別）を優勝するなど開業当初から順調に成績を伸ばし、毎年リーディング上位の調教師として活躍。1963年と1973年、1981年にはリーディングトレーナーとなった。1970年に栗東トレーニングセンターが開設されると、他の競馬関係者に先駆けてトレーニングセンターの近くに外厩（競走馬の調教を目的とした、民間の牧場や調教施設のこと）を作り、管理馬の調整に活用した。1982年6月19日には中央競馬通算1000勝を挙げ、中央競馬史上7人目の1000勝調教師となった。
1986年3月、夏村は突如意識不明の状態に陥り、その後受けた検査で肝癌を患っていることが発覚した。家族はその事実を本人は告げず、その後も夏村は活発に活動した。1988年に再び倒れて入院生活を送るようになり、1989年7月16日に京都府立医科大学付属病院で死去。死の前日まで元気で、病室から厩舎スタッフに指示を出していた。7月18日、栗東トレーニングセンターの第2厚生会館にて日本調教師会関西本部葬が行われた。

## 成績
騎手成績
不明
調教師成績
通算 10785戦1166勝（重賞24勝）

## 受賞
- リーディングトレーナー（1963年、1973年、1981年）
- 優秀調教師賞（関西） - 1962年〜1965年、1967年
- 調教師技術賞（関西） - 1973年

## 主な管理馬
夏村厩舎に馬を預託した馬主には九州出身者が多く、夏村は彼らを喜ばせるために小倉競馬場のレースを勝つことを重視した。そのため、管理馬には小倉競馬場で活躍した馬が多い。
- ミヤジリュウ（1959年阪神牝馬特別）
- タイノボリ（1962年タマツバキ記念（秋））
- ミツザン（1962年アラブ大障害（春））
- ヒロダイコク（1968年北九州記念、京阪杯、京都牝馬特別）
- ヒラハッコウ（1969年アラブ大賞典（春））
- マサファイター（1969年毎日杯）
- キングスピード（1969年京都杯）
- ホウシュウミサイル（1974年金鯱賞、小倉記念）
- ヒダロマン（1975年ビクトリアカップ）
- ミヤジマレンゴ（1976年北九州記念、小倉記念、1978年小倉大賞典）
- ポットグリン（1976年タマツバキ記念（秋）、1977年・1978年アラブ大賞典）
- ユーショウマンナ（1981年セイユウ記念）
- タマトップ（1982年金杯）
- ファンドリポポ（1989年シンザン記念、サンケイスポーツ賞4歳牝馬特別）

## 主な厩舎所属者
※太字は門下生。括弧内は厩舎所属期間と所属中の職分。
- 松永善晴（1959年-1972年 騎手）
- 武田悟（1966年-1988年 騎手）
- 夏村洋一（1973年-1986年 騎手）
- 古小路重男（1978年-1984年、1986年-1989年 騎手）
- 小屋敷昭（1981年-1985年 騎手）